# Протистояння Коннорс-Макінрой
Протистояння Коннорс-Макінрой - протистояння між американськими тенісистами Джиммі Коннорсом і Джоном Макінроєм, які зіграли між собою 34 рази у період 1977-1991 років.
Коннорс і Макінрой знову зіграли декілька разів на рубежі тисячоліть. Оцінюючи їхнє протистояння, Коннорс сказав: "Таке ніколи не забувається... Стільки років ми грали одне проти одного і те, що люди зацікавлені у наших іграх і зараз, свідчить, що ми все-таки досягли сякого-такого достойного рівня".

## Статистика

### Коннорс-Макінрой (14 - 20)
- Зауваження: відмова від матчу (walkover) не зараховується як перемога чи поразка.

| Рік  | Турнір                  | Покриття | Раунд | Переможець     | Рахунок                 |
| ---- | ----------------------- | -------- | ----- | -------------- | ----------------------- |
| 1991 | Базель                  | хард     | ПФ    | Джон Макінрой  | 6-1, 6-3                |
| 1989 | Тулуза                  | хард     | Ф     | Джиммі Коннорс | 6-3, 6-3                |
| 1987 | Мастерс Канада          | хард     | ЧФ    | Джиммі Коннорс | 6-3, 3-6, 6-3           |
| 1986 | Сан-Франциско           | килим    | Ф     | Джон Макінрой  | 7-6, 6-3                |
| 1985 | Мастерс Канада          | хард     | ПФ    | Джон Макінрой  | 6-2, 6-3                |
| 1985 | Чикаго                  | килим    | Ф     | Джон Макінрой  | W/O                     |
| 1984 | US Open                 | хард     | ПФ    | Джон Макінрой  | 6-4, 4-6, 7-5, 4-6, 6-3 |
| 1984 | Мастерс Канада          | хард     | ПФ    | Джон Макінрой  | 2-6, 6-2, 6-3           |
| 1984 | Вімблдон                | трава    | Ф     | Джон Макінрой  | 6-1, 6-1, 6-2           |
| 1984 | Лондон, Queen's Club    | трава    | ПФ    | Джон Макінрой  | 6-2, 6-2                |
| 1984 | Ролан Гаррос            | ґрунт    | ПФ    | Джон Макінрой  | 7-5, 6-1, 6-2           |
| 1984 | Даллас, Чемпіонат світу | килим    | Ф     | Джон Макінрой  | 6-1, 6-2, 6-3           |
| 1983 | Вемблі                  | килим    | Ф     | Джон Макінрой  | 7-5, 6-1, 6-4           |
| 1983 | Мастерс Цинциннаті      | хард     | ПФ    | Джон Макінрой  | 6-7, 6-1, 6-4           |
| 1983 | Лондон, Queen's Club    | трава    | Ф     | Джиммі Коннорс | 6-3, 6-3                |
| 1982 | Сан-Франциско           | килим    | Ф     | Джон Макінрой  | 6-1, 6-3                |
| 1982 | Вімблдон                | трава    | Ф     | Джиммі Коннорс | 3-6, 6-3, 6-7, 7-6, 6-4 |
| 1982 | Лондон, Queen's Club    | трава    | Ф     | Джиммі Коннорс | 7-5, 6-3                |
| 1982 | Філадельфія             | килим    | Ф     | Джон Макінрой  | 6-3, 6-3, 6-1           |
| 1981 | Підсумковий             | килим    | ГР    | Джон Макінрой  | 6-2, 7-5                |
| 1981 | Вемблі                  | килим    | Ф     | Джиммі Коннорс | 3-6, 2-6, 6-3, 6-4, 6-2 |
| 1980 | US Open                 | хард     | ПФ    | Джон Макінрой  | 6-4, 5-7, 0-6, 6-3, 7-6 |
| 1980 | Вімблдон                | трава    | ПФ    | Джон Макінрой  | 6-3, 3-6, 6-3, 6-4      |
| 1980 | Даллас, чемпіонат світу | килим    | Ф     | Джиммі Коннорс | 2-6, 7-6, 6-1, 6-2      |
| 1980 | Мемфіс                  | килим    | Ф     | Джон Макінрой  | 7-6, 7-6                |
| 1980 | Філадельфія             | килим    | Ф     | Джиммі Коннорс | 6-3, 2-6, 6-3, 3-6, 6-4 |
| 1979 | US Open                 | хард     | ПФ    | Джон Макінрой  | 6-3, 6-3, 7-5           |
| 1979 | Даллас, Чемпіонат світу | килим    | ПФ    | Джон Макінрой  | 6-1, 6-4, 6-4           |
| 1979 | Лас-Вегас               | хард     | ПФ    | Джиммі Коннорс | 7-5, 6-4                |
| 1979 | Pepsi Grand Slam        | ґрунт    | ПФ    | Джиммі Коннорс | 6-3, 6-4                |
| 1978 | Підсумковий             | килим    | ГР    | Джон Макінрой  | 7-5, 3-0 RET            |
| 1978 | US Open                 | хард     | ПФ    | Джиммі Коннорс | 6-2, 6-2, 7-5           |
| 1978 | Індіанаполіс            | ґрунт    | ЧФ    | Джиммі Коннорс | 3-6, 6-1, 6-1           |
| 1977 | Бостон                  | ґрунт    | 1/16  | Джиммі Коннорс | 5-7, 6-2, 7-5           |
| 1977 | Вімблдон                | трава    | ПФ    | Джиммі Коннорс | 6-3, 6-3, 4-6, 6-4      |

| Легенда          |
| Великий шолом    |
| Підсумковий      |
| Світовий Тур ATP |

## Резюме протистояння
- Усі матчі: Макінрой 20–14
- Усі фінали: Макінрой 8–7
- Матчі на ТВШ: Макінрой 6–3
- Фінали ТВШ: нічия 1–1